# アルデバラン (AIの曲)
「アルデバラン」は、AIの楽曲。2021年11月1日にリリースされた。NHK連続テレビ小説『カムカムエヴリバディ』の主題歌である。

## 背景とプロモーション
ドラマの主人公の人生と一緒にそして今この時代、いろんなことが起きてるこの時代に頑張ってる人に伝えたい1曲です。—「アルデバラン」の歌詞に対する、AIのコメント
2021年9月27日、AIはNHKの連続テレビ小説『カムカムエヴリバディ』の主題歌として本曲を発表した。作詞、作曲は森山直太朗、編曲は斎藤ネコ。曲名はおうし座の同名の星にちなんでいる。歌について、ドラマの出演者の一人である上白石萌音は「物語の中のどんな出来事にもこの曲が寄り添ってくれるということが、本当にうれしく心強いです」と、深津絵里は「心を揺さぶられ、奪われ、満たされました」と、また、川栄李奈は「すべてを包みこんでくれるような優しい歌声とすてきな歌詞に心打たれました」とコメントした。
AIは番組側にこの曲の他に8曲提出していたが、全て不採用になった事を後にハートネットTVで語っている。
AIは2021年9月28日にNHKの番組『うたコン』に出演して本曲を歌唱する予定だったが、ニュースの放送時間延長のため、放送は同年10月4日に延期された。TikTokでは、"TV ver."として30秒のオフィシャルオーディオが公開された。10月4日には、オフィシャルオーディオが公開された。10月26日、AIはNHKの番組『わが心の大阪メロディー』に出演し、『カムカムエヴリバディ』のセットで本曲を歌唱した。
森山直太朗によると、本曲は『カムカムエヴリバディ』のために書き下ろした曲ではなく、2021年の元旦に環境問題に関する映像を見たことで原型を作ったものであり、仮タイトルは「ミジンコ」だったという。歌詞を書いていく過程で歌詞のイメージとAIの歌声が重なり、本曲をAIのスタッフに渡した。渡された楽曲を聴いたAIはドラマの世界とフィットすると確信して、ドラマ主題歌であることを隠して森山に本曲の提供をオファーし、最終的に『カムカムエヴリバディ』の主題歌に選ばれたと語っている。

## ミュージック・ビデオ
「アルデバラン」のミュージック・ビデオは2021年11月5日にYouTubeで公開された。

## ライブパフォーマンス
2021年11月1日、AIは20周年記念ツアー"It's All Me"で本曲を歌唱した。また、同年12月31日に放送された第72回NHK紅白歌合戦でも本曲を歌唱した。

## チャート
「アルデバラン」は 2021年11月2日付オリコンデイリーデジタルシングルランキングにて、5位にランクインした。2021年11月1日-7日のオリコン週間デジタルシングルランキングでは、11位にランクインした。11月8日-14日の同ランキングでは6位にランクインし、合計ダウンロード数は8331回だった。

### 認定と売上
|                                                       | 認定 (RIAJ) | 売上/再生回数 |
| ----------------------------------------------------- | ----------- | ------------- |
| ダウンロード                                          | ゴールド    |               |
| ストリーミング                                        |             |               |
| ＾認定に基づく出荷枚数 *認定のみに基づく売上/再生回数 |             |               |